# Црква Свете Тројице у Буљиму
Црква Свете Тројице у Буљиму код Кравице, општина Братунац, припада Епархији зворничко-тузланској.
Владика зворничко-тузлански Василије освјештао је 8. јуна 2009. године темеље, часне крстове и црквена звона. Цркву је 24. маја 2010. године освјештао владика Василије. На мјесту гдје се сада налази Црква Свете Тројице некада се налазио Храм Светог великомученика Прокопија.